# Ordine di battaglia della battaglia dello Jutland
L'ordine di battaglia della battaglia dello Jutland si compone di 249 unità che combatterono tra il 31 maggio ed il primo giugno 1916 la più grande battaglia navale della prima guerra mondiale.

## Forze Britanniche

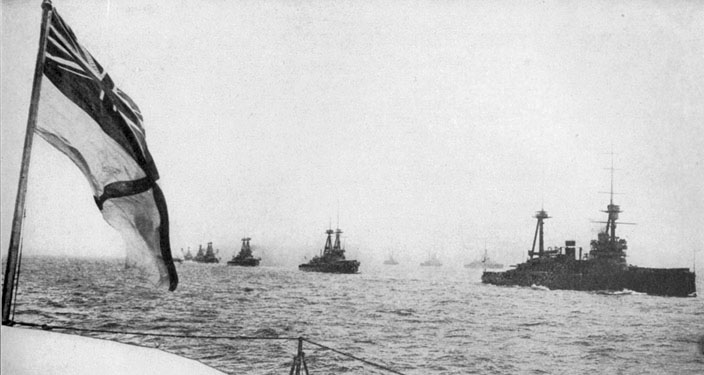
La Grand Fleet in navigazione, durante la prima guerra mondiale.

### LaGrand Fleet
La Grand Fleet  era, nel 1916, la principale flotta britannica, basata a Scapa Flow nelle Isole Orkney ed a Invergordon nel fiordo scozzese di Cromarty Firth .
Comandante in capo della Grand Fleet: Adm John Rushworth Jellicoe, sulla HMS Iron Duke
Comandante in seconda, della Grand Fleet: VAdm Cecil Burney, sulla HMS Marlborough.
Chief of Staff (capo dello stato maggiore della Grand Fleet): VAdm Charles Edward Madden; Captain of the Fleet (Primo assistente di Jellicoe): Cdre Lionel Halsey; Master of the Fleet (Primo ufficiale navigatore della flotta): Capt Oliver Elles Leggett; flag lieutenant (aiutanti di bandiera): Cdr Matthew Robert Best, Cdr Charles Morton Forbes, Cdr Alexander Raill Wadham, Cdr Richard Lindsay Nicholson

#### Navi da battaglia
La Grand Fleet aveva in forza 32 navi da battaglia tipo Dreadnought all'epoca della battaglia dello Jutland. Di queste, 28 presero parte all'azione, divise in quattro squadre da battaglia. Le 24 navi della 2ª, 4ª e 1ª squadra formavano la parte principale della flotta ed sono elencate nell'ordine, dall'avanguardia alla retroguardia, come si disposero all'incontro con la Hochseeflotte alle ore 18:30 del 31 maggio 1916.

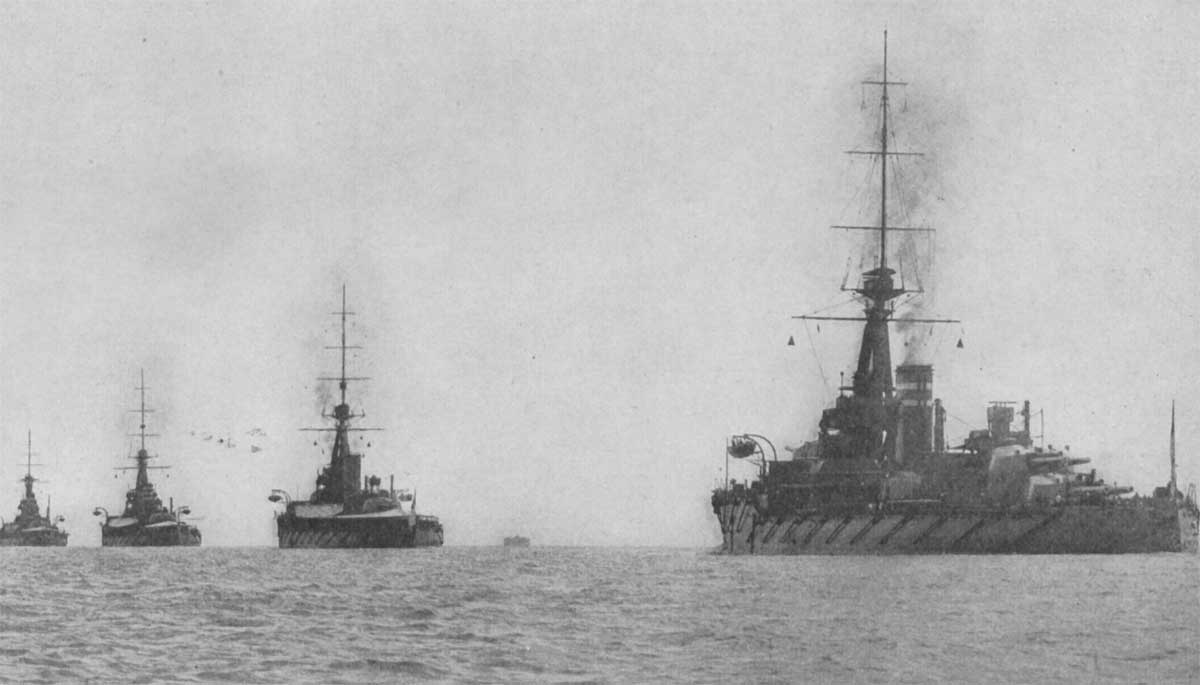
2nd Battle Squadron in navigazione

2nd Battle Squadron (2ª squadra da battaglia) (Navi da battaglia)
: VAdm Thomas Henry Martyn Jerram,

1st Division: VAdm Jerram
- HMS King George V (ammiraglia): Capt Frederick Laurence Field
- HMS Ajax: Capt George Henry Baird
- HMS Centurion: Capt Michael Culme-Seymour,
- HMS Erin: Capt Victor Albert Stanley,

2nd Division: RAdm Arthur Cavenagh Leveson, 
- HMS Orion (ammiraglia): Capt Oliver Backhouse,
- HMS Monarch: Capt George Holmes Borrett
- HMS Conqueror: Capt Hugh Henry Darby Tothill,
- HMS Thunderer: Capt James Andrew Fergusson

Ammiraglia di flotta (alla testa della 3rd Division ma non facente parte del 4th Battle Squadron)
- HMS Iron Duke, ammiragllia della flotta britannicaHMS Iron Duke: Capt Frederic Charles Dreyer,

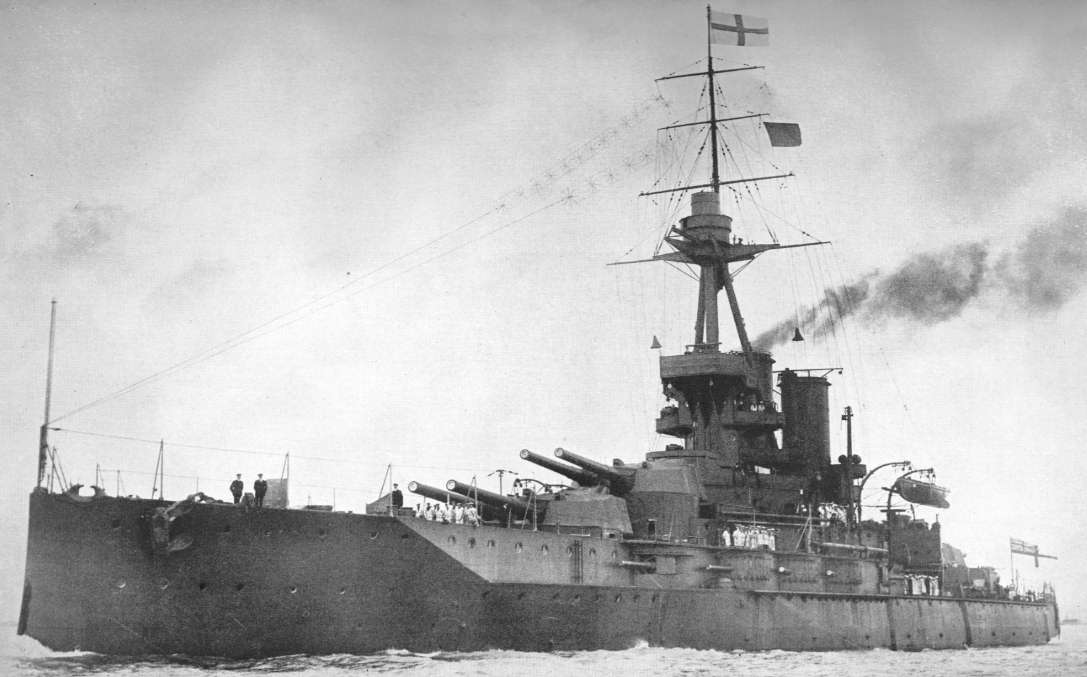
HMS Iron Duke, ammiragllia della flotta britannica

4th Battle Squadron (4ª squadra da battaglia): VAdm Doveton Sturdee; aiutante di bandiera: Cdr William Milbourne James

3rd Division: RAdm Alexander Ludovic Duff,
- HMS Royal Oak: Capt Crawford Maclachlan
- HMS Superb (ammiraglia): Capt Edmond Hyde Parker
- HMS Canada: Capt William Coldingham Masters Nicholson

4th Division: VAdm Sturdee
- HMS Benbow (ammiraglia): Capt Henry Wise Parker
- HMS Bellerophon: Capt Edward Francis Bruen
- HMS Temeraire: Capt Edwin Veale Underhill
- HMS Vanguard: Capt James Douglas Dick

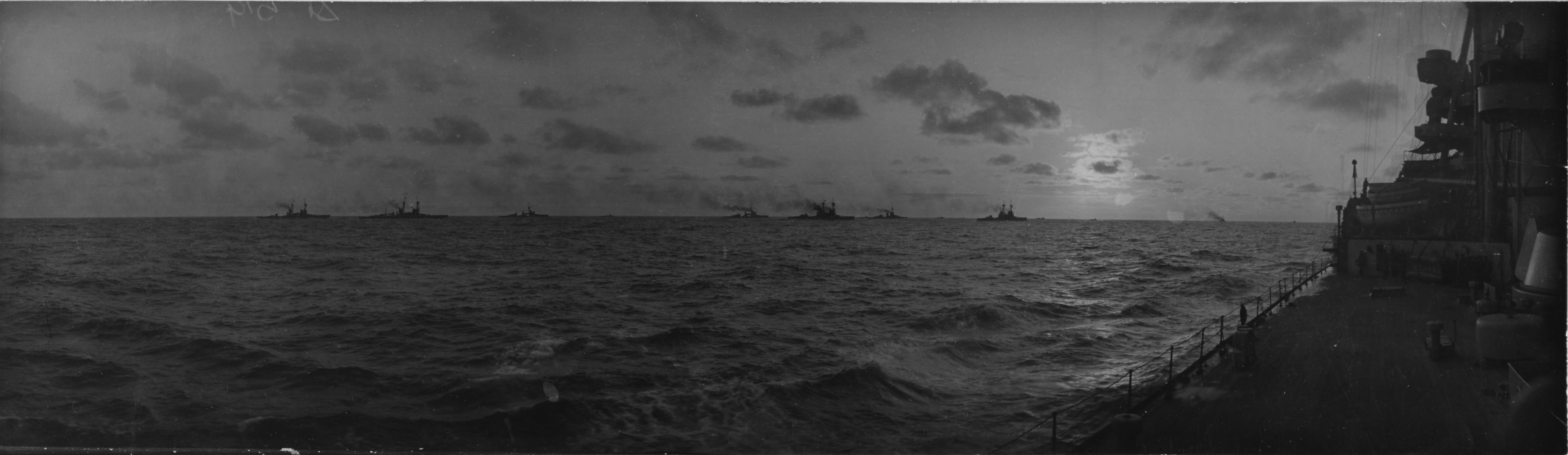
1st Battle Squadron nel mare del Nord

1st Battle Squadron (1ª squadra da battaglia): VAdm Cecil Burney; Chief of Staff: Cdre Edmund Percy Fenwick George Grant; aiutante di bandiera: Lt Cdr James Buller Kitson

Fifth Division: RAdm Ernest Gaunt, 
- HMS Colossus (ammiraglia): Capt Dudley Pound
- HMS Collingwood: Capt James Clement Ley
- HMS St. Vincent: Capt William Wordsworth Fisher,
- HMS Neptune Capt Vivian Bernard

Sixth Division: VAdm Burney
- HMS Marlborough (ammiraglia): Capt George Parish Ross
- HMS Revenge: Capt Edward Buxton Kiddle
- HMS Hercules: Capt Lewis Clinton-Baker
- HMS Agincourt: Capt Henry Montagu Doughty

#### Incrociatori
Due squadre di incrociatori corazzati ed una squadra di incrociatori leggeri scortavano la Grand Fleet con funzioni di ricognizione. 

1st Cruiser Squadron (1ª squadra incrociatori) (incrociatori corazzati): RAdm Robert Keith Arbuthnot.†
- HMS DefenceHMS Defence* (ammiraglia): Capt Stanley Venn Ellis†

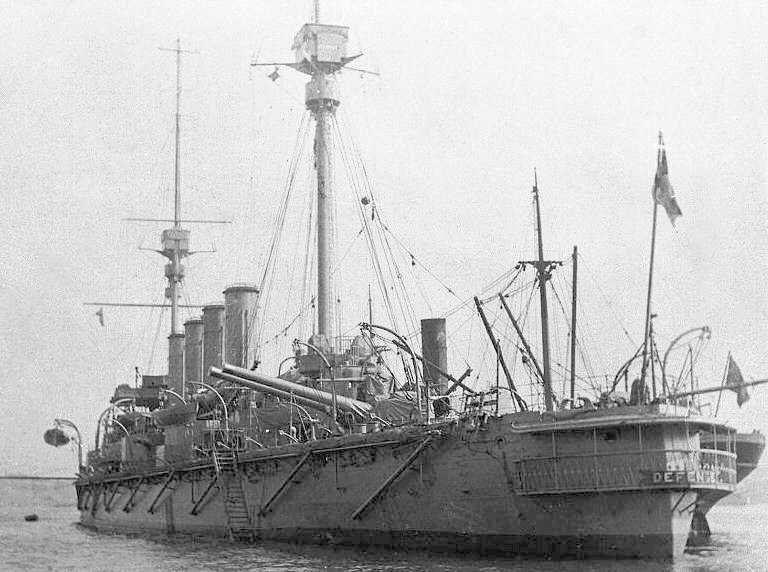
HMS Defence

- HMS Warrior*: Capt Vincent Barkly Molteno
- HMS Duke of Edinburgh: Capt Henry Blackett
- HMS Black Prince*: Capt Thomas Parry Bonham†

2nd Cruiser Squadron (incrociatori corazzati): RAdm Herbert Heath, 
- HMS Minotaur (ammiraglia): Capt Arthur Cloudesley Shovel Hughes D'Aeth [GB 10]
- HMS Hampshire: Capt Herbert John Savill
- HMS Shannon: Capt John Saumarez Dumaresq,
- HMS Cochrane: Capt Eustace La Trobe Leatham

4th Light Cruiser Squadron (incrociatori leggeri): Cdre Charles Edward Le Mesurier
- HMS Calliope: Cdre Le Mesurier
- HMS Constance: Capt Cyril Samuel Townsend
- HMS Comus: Capt Alan Geoffrey Hotham
- HMS Caroline: Capt Henry Ralph Crooke
- HMS Royalist: Capt Herbert Meade,

incrociatori leggeri con il compito di trasmettere i segnali visivi.
- HMS Boadicea: Capt Louis Charles Stirling Woollcombe, (assegnato al 2nd B.S.)
- HMS Active: Capt Percy Withers (assegnato all'ammiraglia di flotta)
- HMS Blanche: Capt John Moore Casement (assegnato al 4th B.S.)
- HMS Bellona: Capt Arthur Brandreth Scott Dutton (assegnato al 1st. B.S.)

Altre unità sotto il diretto comando dell'ammiraglio Jellicoe
- HMS Abdiel: Cdr Berwick Curtis (cacciatorpediniere-posamine)
- HMS Oak: Lt Cdr Douglas Faviell, (cacciatorpediniere)

#### Cacciatorpediniere
La forza principale della Grand Fleet veniva scortata da 46 cacciatorpediniere e conduttori di flottiglia divisi in tre flottiglie.
Commodoro, flottiglie dei cacciatorpediniere, della Grand Fleet: Cdre James Rose Price Hawksley, sul HMS Castor (11th Destroyer Flotilla)
4th Destroyer Flotilla (4ª flottiglia cacciatorpediniere)  : Capt Charles John Wintour†
- HMS Tipperary* (comandante della flottiglia): Capt Wintour†

first half-flotilla (prima squadriglia)/4th D.F.
- HMS Spitfire: Lt Cdr Clarence Walter Eyre Trelawney
- HMS Sparrowhawk* : Lt Cdr Sydney Hopkins
- HMS Garland: Lt Cdr Reginald Stannus Goff
- HMS Contest: Lt Cdr Ernald Gilbert Hoskins Master

Group 8 (gruppo 8)/4th D.F.
- HMS Owl: Cdr Robert Gerald Hamond
- HMS Hardy: Cdr Richard Anthony Aston Plowden
- HMS Mischief: Lt Cdr Cyril Augustus Ward, (dalla 12th D.F.)
- HMS Midge: Lt Cdr James Robert Carnegie Cavendish

second half-flotilla (seconda squadriglia)/4th D.F. 
- HMS Broke (comandante della flottiglia): Cdr Walter Lingen Allen

3rd Division/4th D.F.
- HMS Porpoise: Cdr Hugh Davenport Colville
- HMS Unity: Lt Cdr Arthur Macaulay Lecky

4th Division/4th D.F.
- HMS Achates: Cdr Reginald Becher Caldwell Hutchinson,
- HMS Ambuscade: Lt Cdr Gordon Alston Coles
- Cacciatorpediniere HMS ArdentHMS Ardent*: Lt Cdr Arthur Marsden

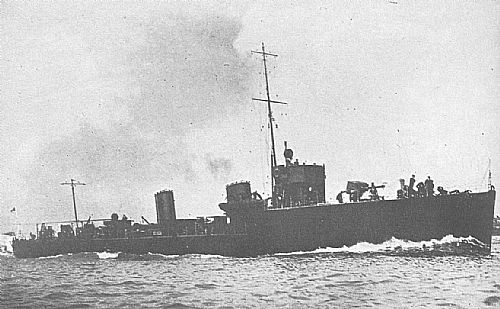
Cacciatorpediniere HMS Ardent

- HMS Fortune*: Lt Cdr Frank Goodrich Terry†

11th Destroyer Flotilla
- HMS Castor (incrociatore leggero): Cdre Hawksley

first half-flotilla (prima squadriglia)/11th D.F.
1st Division/11th D.F.
- HMS Ossory: Cdr Harold Victor Dundas
- HMS Martial: Lt Cdr Julian Harrison
- HMS Magic: Lt Cdr Gerald Charles Wynter
- HMS Minion: Lt Cdr Henry Clive Rawlings

2nd Division/11th D.F.
- HMS Mystic: Cdr Claud Finlinson Allsup
- HMS Mons: Lt Cdr Robert Makin
- HMS Mandate: Lt Cdr Edward McConnell Wyndham Lawrie
- HMS Michael: Lt Cdr Claude Lindsay Bate

second half-flotilla (seconda squadriglia)/11th D.F.
- HMS Kempenfelt (comandante della flottiglia): Cdr Harold Ernest Sulivan

3rd Division/11th D.F.
- HMS Marne: Lt Cdr George Bibby Hartford
- HMS Milbrook: Lt Charles Granville Naylor
- HMS Manners: Lt Cdr Gerald Cartmell Harrison

4th Division/11th D.F.
- HMS Moon: Cdr (Acting) William Dion Irvin
- HMS Mounsey: Lt Cdr Ralph Vincent Eyre
- HMS Morning Star: Lt Cdr Hugh Undecimus Fletcher

12th Destroyer Flotilla: Capt Anselan John Buchanan Stirling
- HMS Faulknor (comandante della flottiglia): Capt Stirling

first half-flotilla (prima squadriglia)/12th D.F.

1st Division/12th D.F.
- HMS Obedient: Cdr George William McOran Campbell
- HMS Mindful: Lt Cdr John Jackson Cuthbert Ridley
- HMS Marvel: Lt Cdr Reginald Watkins Grubb
- HMS Onslaught: Lt Cdr Arthur Gerald Onslow, †

2nd Division/12th D.F.
- HMS Maenad: Cdr John Pelham Champion
- HMS Narwhal: Lt Cdr Henry Victor Hudson
- HMS Nessus: Lt Cdr Eric Quentin Carter
- HMS Noble: Lt Cdr Henry Percy Boxer

second half-flotilla (seconda squadriglia)/12th D.F.: Cdr Norton Allen Sulivan
- HMS Marksman (comandante della flottiglia): Cdr Norton Allen Sulivan
- HMS Opal: Cdr Charles Geoffrey Coleridge Sumner
- HMS Nonsuch: Lt Cdr Herbert Inglis Nigel Lyon
- HMS Menace: Lt Cdr Charles Astley Poignand
- HMS Munster: Lt Cdr Spencer Francis Russell
- HMS Mary Rose: Lt Cdr Edwin Anderson Homan

#### 3rd Battle Cruiser Squadron (3ª squadra incrociatori da battaglia)

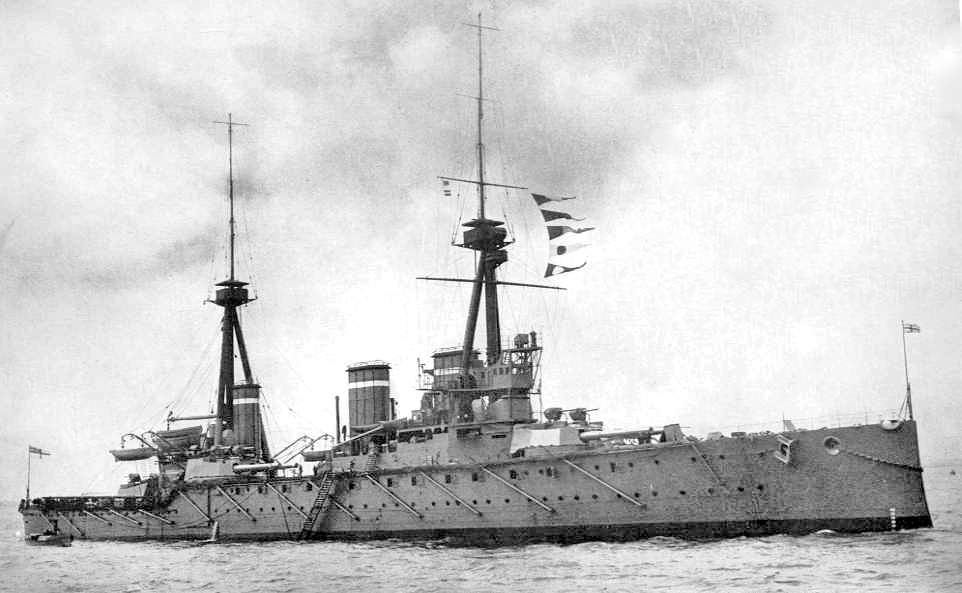
Incrociatore da battaglia HMS Invincible

Questa squadra, assegnata alla Grand Fleet temporaneamente dalla Battle Cruiser Fleet (flotta degli incrociatori da battaglia), costituiva l'avanguardia della flotta, per ricongiungersi alla squadra di Beatty al momento della scoperta del nemico. Il comandante del 3rd Battle Cruiser Squadron era il RAdm Horace Hood. †
- HMS Invincible* (ammiraglia): Capt Arthur Lindesay Cay†
- HMS Inflexible: Capt Edward Heaton-Ellis
- HMS Indomitable: Capt Francis William Kennedy

incrociatore di scorta
- HMS Canterbury [GB 17]: Capt Percy Royds
- HMS Chester [GB 18]: Capt Robert Neale Lawson

cacciatorpediniere di scorta 
- HMS Shark* : Cdr Loftus William Jones†
- HMS Ophelia: Cdr Lewis Gonne Eyre Crabbe (classe Admiralty M)
- HMS Christopher: Lt Cdr Fairfax Moresby Kerr
- HMS Acasta: Lt Cdr John Ouchterlony Barron

### Battle Cruiser Fleet (flotta degli incrociatori da battaglia)
Questa unità di navi veloci era subordinata al comandante in capo della flotta ma operava in autonomia nel compito di cercare il nemico ed affrontarlo. La sua forza principale era costituita da sei incrociatori da battaglia, scortati da 13 incrociatori leggeri, 18 cacciatorpediniere ed una porta idrovolanti.

Commander (comandante), Battle Cruiser Fleet: VAdm David Beatty, sulla HMS Lion
Chief of Staff: Capt Rudolf Walter Bentinck; aiutante di bandiera: Cdr Reginald Plunkett, Lt Cdr Ralph Frederick Seymour

#### Incrociatori da battaglia
Ammiraglia degli incrociatori da battaglia
- HMS Lion: Capt Alfred Ernle Montacute Chatfield

1st Battlecruiser Squadron (1ª squadra incrociatori da battaglia) : RAdm Osmond Brock, 
- HMS Princess Royal (ammiraglia): Capt Walter Henry Cowan,
- Incrociatore da battaglia HMS Queen MaryHMS Queen Mary*: Capt Cecil Irby Prowse†

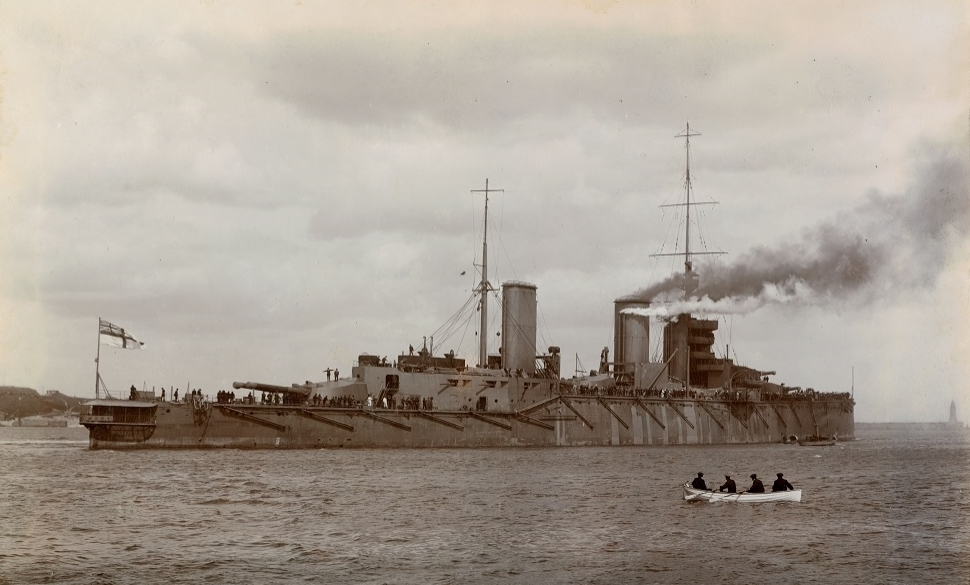
Incrociatore da battaglia HMS Queen Mary

- HMS Tiger: Capt Henry Bertram Pelly,

2nd Battlecruiser Squadron (2ª squadra incrociatori da battaglia)
: RAdm. William Christoper Pakenham,
- HMS New Zealand (ammiraglia): Capt John Frederick Ernest Green
- HMS Indefatigable*: Capt Charles Fitzgerald Sowerby†

#### Incrociatori leggeri di scorta alla squadra degli incrociatori da battaglia
1st Light Cruiser Squadron (1ª squadra Incrociatori leggeri): Cdre Edwyn Alexander-Sinclair
- HMS Galatea Cdre Alexander-Sinclair
- HMS Phaeton: Capt John Ewen Cameron,
- HMS Inconstant: Capt Bertram Sackville Thesiger,
- HMS Cordelia: Capt Tufton Percy Hamilton Beamish

2nd Light Cruiser Squadron (2ª squadra Incrociatori leggeri): Cdre William Edmund Goodenough,
- HMS Southampton: Cdre Goodenough
- HMS Birmingham: Capt Arthur Allan Morison Duff
- HMS Nottingham: Capt Charles Blois Miller
- HMS Dublin: Capt Albert Charles Scott

3rd Light Cruiser Squadron (3ª squadra Incrociatori leggeri): RAdm Trevylyan Napier
- HMS Falmouth (ammiraglia): Capt John Douglas Edwards
- HMS Yarmouth: Capt Thomas Drummond Pratt
- HMS Birkenhead: Capt Edward Reeves
- HMS Gloucester: Capt William Frederick Blunt,

Unità assegnata di scorta:

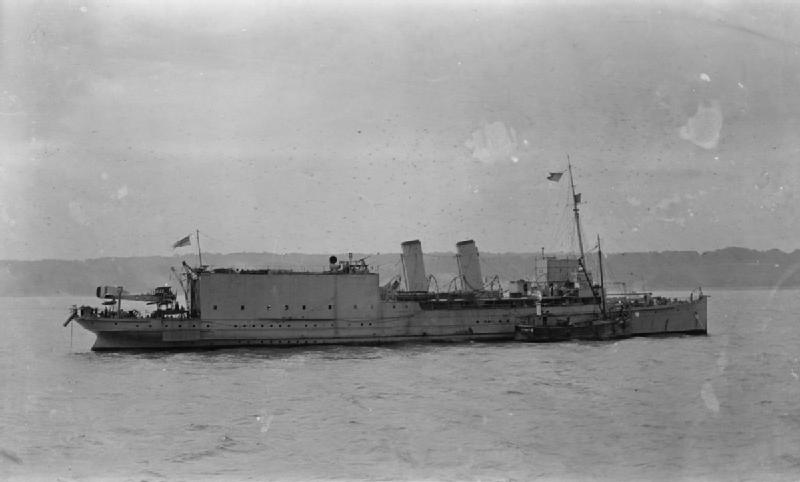
Nave appoggio idrovolanti HMS Engadine

- Nave appoggio idrovolanti HMS Engadinenave appoggio idrovolantii HMS Engadine: Lt Cdr Charles Gwillim Robinson

aerei: 4 Short Type 184 idrovolante

#### Cacciatorpediniere assegnati alla flotta degli incrociatori da battaglia
13th Destroyer Flotilla (1ª flottiglia cacciatorpediniere)
: Capt James Uchtred Farie
- HMS Champion (incrociatore leggero): Capt Farie

1st division/13th D.F.
- HMS Obdurate: Lt Cdr Cecil Henry Hulton Sams
- HMS Nerissa: Lt Cdr Montague George Bentinck Legge
- HMS Termagant: Lt Cdr Cuthbert Patrick Blake (distaccato dalla 10ª D.F., della Harwich Force)
- HMS Moresby: Lt Cdr Roger Vincent Alison (detached to escort HMS Engadine)

2nd division /13th D.F.
- Cacciatorpediniere HMS TurbulentHMS Nestor* : Cdr Edward Barry Stewart Bingham
- HMS Nomad* : Lt Cdr Paul Whitfield

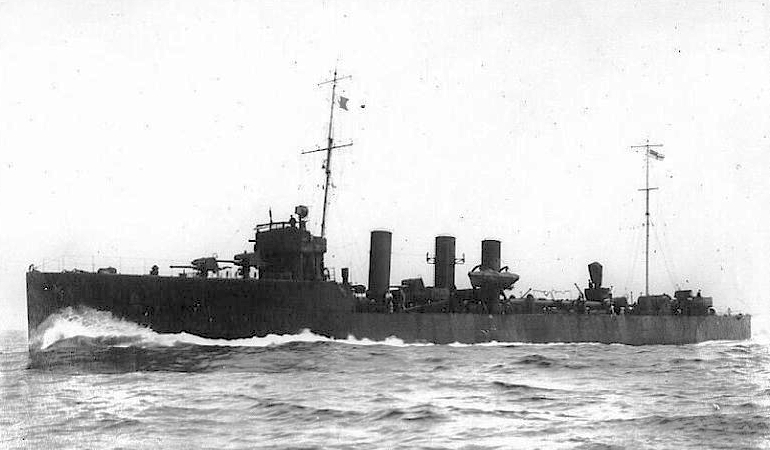
Cacciatorpediniere HMS Turbulent

- HMS Nicator: Lt Jack Ernest Albert Mocatta
- HMS Onslow: Lt Cdr John Cronyn Tovey (distaccato per formare la scorta della HMS Engadine)

3rd division/13th D.F.
- HMS Narborough: Lt Cdr Geoffrey Corlett
- HMS Pelican: Lt Cdr Kenneth Adair Beattie
- HMS Petard: Lt Cdr Evelyn Thomson
- HMS Turbulent* (distaccato dalla 10th D.F. della Harwich Force): Lt Cdr Dudley Stuart†

Harwich Force (9th Destroyer Flotilla) : Cdr Malcolm Lennon Goldsmith

1st division/9th D.F.
- HMS Lydiard: Cdr Goldsmith
- HMS Liberty: Lt Cdr Philip Wilfred Sidney King
- HMS Landrail: Lt Cdr Francis Edward Henry Graham Hobart

2nd division/9th D.F.
- HMS Moorsom: Cdr John Coombe Hodgson (dalla 10th D.F.)
- HMS Laurel: Lt Henry Dawson Crawford Stanistreet
- HMS Morris: Lt Cdr Edward Sidney Graham (dalla 10th D.F.)

#### 5th Battle Squadron (5ª squadra da battaglia)

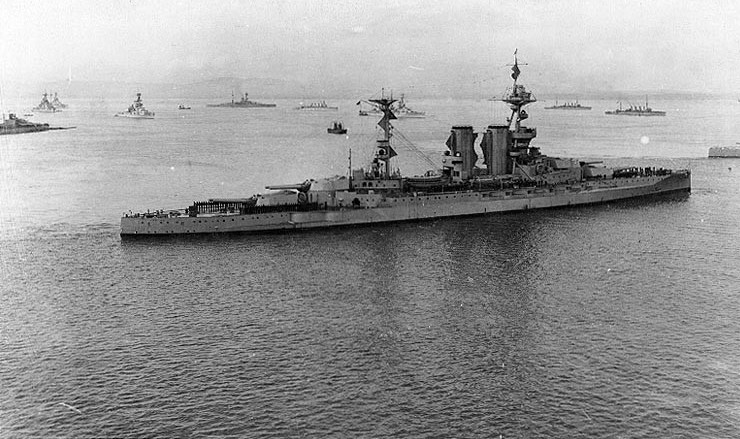
HMS Barham nella baia di Scapa Flow, 1917

Questa era un'unità speciale formata dalle navi della Queen Elizabeth, ed aveva la funzione di avanguardia della flotta. Alla battaglia dello Jutland, fu assegnata ad operare con la squadra degli incrociatori da battaglia, con la scorta del 1st Destroyer Flotilla. Il comandante del 5th Battle Squadron era il RAdm Hugh Evan-Thomas, 
- HMS Barham (ammiraglia): Capt Arthur William Craig
- HMS Valiant: Capt Maurice Woollcombe
- HMS Warspite: Capt Edward Montgomery Phillpotts
- HMS Malaya: Capt Algernon Boyle,

1st Destroyer Flotilla (1ª flottiglia cacciatorpediniere) 
- HMS Fearless (incrociatore leggero): Capt Charles Donnison Roper
- HMS Defender: Lt Cdr Laurence Reynolds Palmer

1st Division/1st D.F.
- HMS Acheron: Cdr Charles Gordon Ramsey
- HMS Ariel: Lt Cdr Arthur Grendon Tippet
- HMS Attack: Lt Cdr Charles Herbert Neill James
- HMS Hydra: Lt Francis George Glossop

2nd Division/1st D.F.
- HMS Badger: Cdr Charles Albert Fremantle
- HMS Lizard: Lt Cdr Edward Brooke
- HMS Goshawk: Cdr Dashwood Fowler Moir
- HMS Lapwing: Lt Cdr Alexander Hugh Gye

## Forze tedesche

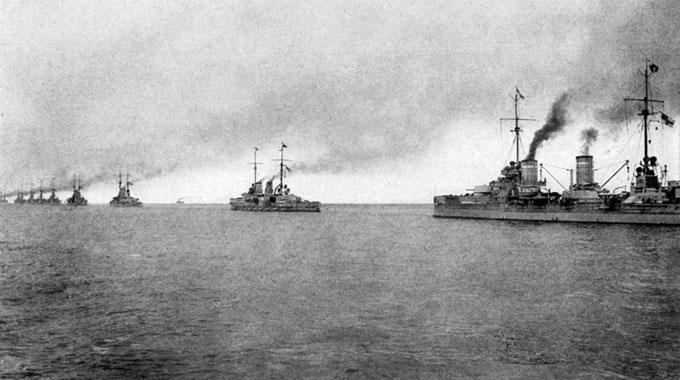
Le navi della linea della Hochseeflotte

### La Hochseeflotte
La Hochseeflotte (flotta d'alto mare) era la principale forza di superficie della Kaiserliche Marine (marina imperiale tedesca), di stanza a Wilhelmshaven, sul fiume Jade nella Germania nord-occidentale.

Chef der Hochseeflotte (Comandante in capo della flotta d'alto mare): VAdm Reinhard Scheer sulla SMS Friedrich der Grosse
Chef des Stabes (capo dello stato maggiore): Capt Adolf von Trotha; capo delle operazioni: Capt Magnus von Levetzow

#### Navi da battaglia
III. Geschwader (3ª squadra da battaglia) : RAdm Paul Behncke; aiutante di bandiera: Lt Cdr Ernst von Gagern
5. Division: RAdm Behncke
- SMS König (ammiraglia): Capt Friedrich Brüninghaus
- SMS Grosser Kurfürst: Capt Ernst Goette
- SMS Kronprinz: Capt Constanz Feldt
- SMS Markgraf: Capt Karl Seiferling

6. Division: RAdm Hermann Nordmann
- SMS Kaiser (ammiraglia): Capt Walter von Keyserlingk
- SMS Prinzregent Luitpold: Capt Karl Heuser
- SMS Kaiserin: Capt Karl Sievers

Flaggschiff der Hochseeflotte (ammiraglia della flotta d'alto mare)

- SMS Friedrich der Grosse: Capt Theodor Fuchs

I. Geschwader (1ª squadra da battaglia)
: VAdm Ehrhard Schmidt; aiutante di bandiera: Lt Cdr Wolfgang Wegener
1. Division: VAdm Schmidt
- SMS Ostfriesland (ammiraglia): Capt Ernst-Oldwig von Natzmer
- SMS Thüringen: Capt Hans Küsel
- SMS Helgoland (1909): Capt Friedrich von Kameke
- SMS Oldenburg: Capt Wilhelm Höpfner

2. Division: RAdm Walter Engelhardt
- SMS Posen (ammiraglia): Capt Richard Lange
- SMS Rheinland: Capt Heinrich Rohardt
- SMS Nassau: Capt Robert Kühne
- SMS Westfalen: Capt Johannes Redlich

II. Geschwader (2ª squadra da battaglia)
: RAdm Franz Mauve; aiutante di bandiera: Lt Cdr Willy Kahlert
3. Division: RAdm Mauve

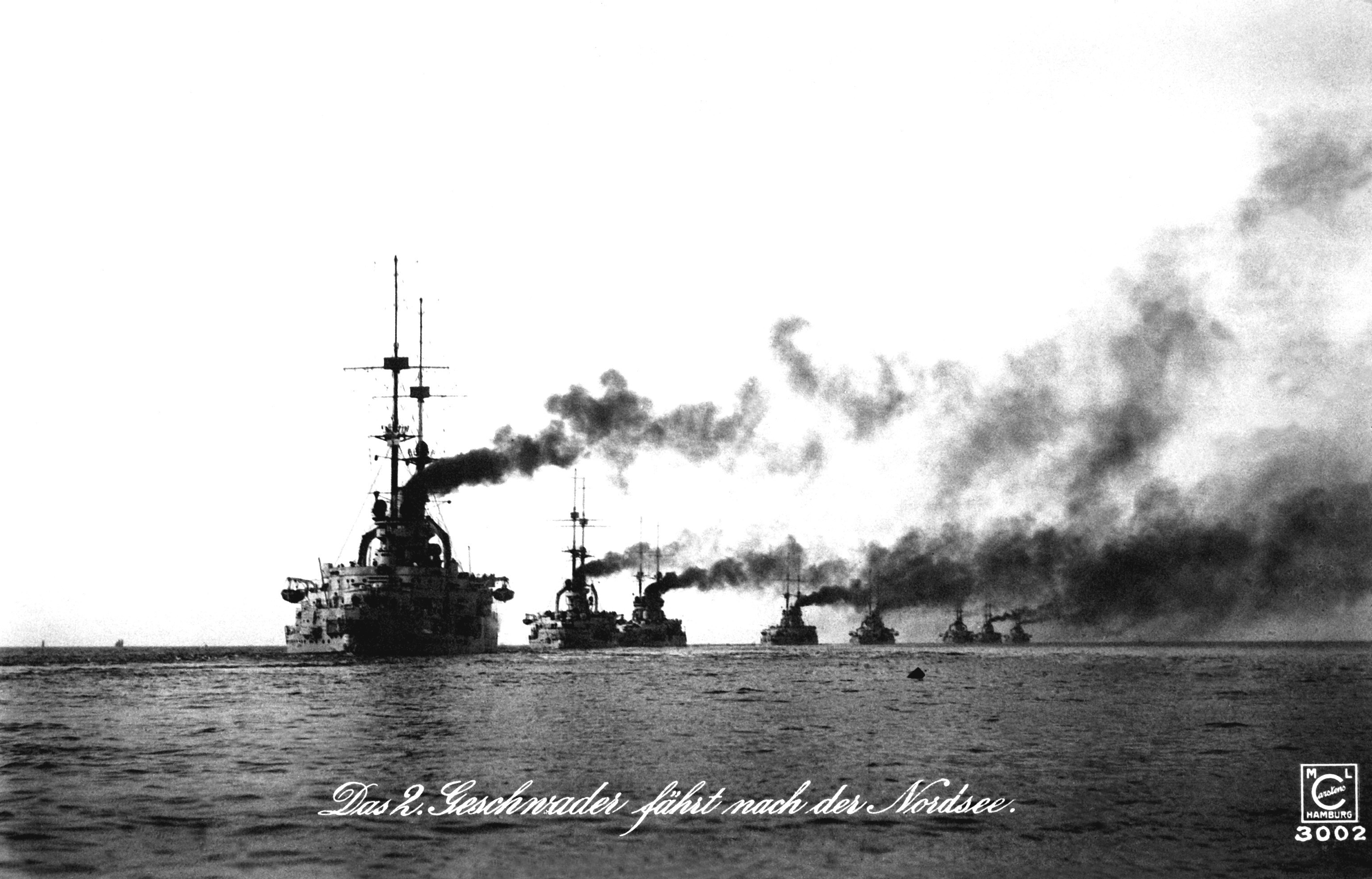
Il II. Geschwader in navigazione nel Mare del Nord

- SMS Deutschland (ammiraglia): Capt Hugo Meurer
- SMS Hessen: Capt Rudolf Bartels
- SMS Pommern* : Capt Siegfried Bölken†

4. Division: RAdm Gottfried von Dalwigk zu Lichtenfels
- SMS Hannover (ammiraglia): Capt Wilhlem Heine
- SMS Schlesien: Capt Friedrich Behncke
- SMS Schleswig-Holstein: Capt Eduard Varrentrapp

#### Incrociatori leggeri
V. Aufklärungsgruppe (5º gruppo da ricognizione) : Kom Ludwig von Reuter; aiutante di bandiera: Lt Cdr Heinrich Weber
- SMS Stettin (ammiraglia): Cdr Friedrich Rebensburg
- SMS München: Lt Cdr Oscar Böcker
- SMS Frauenlob*: Cdr Georg Hoffman†
- SMS Stuttgart: Cdr Max Hagedorn
- SMS Hamburg: Lt Cdr Gerhard von Gaudecker [D 6]

#### Große Torpedoboote(grandi torpediniere)
Le grandi torpediniere, (Große Torpedoboote) tedesche erano equivalenti ai cacciatorpediniere britannici .

Primo comandante delle torpediniere: Fregattenkapitän Andreas Michelsen
- SMS Rostock* (incrociatore leggero; ammiraglia del primo comandante delle torpediniere): Fregattenkapitän Otto Feldmann [D 8]

I. Torpedoboots-Flottille (1ª flottiglia torpediniere)

1. Halbflottille (1ª squadriglia): Lt zS Conrad Albrecht
- SMS G39 (comandante della squadriglia): OLt zS Franz-Ferdinand von Loefen
- SMS G40: Lt zS Richard Beitzen
- SMS G38: Lt zS Hermann Metger
- SMS S32: Lt zS Hermann Froelich

III. Torpedoboots-Flottille(2ª flottiglia torpediniere): Lt zS Cdr Wilhelm Hollmann
- SMS S53 (comandante della squadriglia): Lt zS Friedrich Götting

5. Halbflottille : Lt zS Theophil Gautier 
- SMS V71 (comandante della squadriglia): OLt zS Friedrich Ulrich
- SMS V73: Lt zS Martin Delbrück
- SMS G88: Lt zS Hans Scabell

6. Halbflottille: Korvettenkapitan Theodor Riedel†

- SMS V48* (comandante della squadriglia) Lt zS Friedrich Eckoldt†
- SMS S54: Lt zS Otto Karlowa
- SMS G42: Lt zS Bernd von Arnim

V. Torpedoboots-Flottille (5ª flottiglia torpediniere): Lt Cdr Oskar Heinecke
- SMS G11 (comandante della flottiglia): Lt zS Adolf Müller

9. Halbflottille (9ª squadriglia): Lt zS Gerhard Hoefer
- SMS V2 (comandante della squadriglia): Lt zS Gerhard Hoefer
- SMS V4*: Lt Armin Barop
- SMS V6: OLt zS Hans Behrendt
- SMS V1: OLt zS Hans Röthig
- SMS V3: Lt Manfred von Killinger

10. Halbflottille (10ª squadriglia): Lt Friedrich Klein
- SMS G8 (comandante della squadriglia): OLt zS Ernst Rodenberg
- SMS V5: OLt zS Paul Tils
- SMS G7: Lt Johannes Weinecke
- SMS G9: Lt Hans Anschütz
- SMS G10: OLt zS Waldemar Haumann

VII. Torpedoboots-Flottille (7ª flottiglia torpediniere): Korvettenkapitan Gottlieb von Koch
- SMS S24 (comandante della flottiglia): Lt Max Fink

13. Halbflottille (13ª squadriglia): Lt Georg von Zitzewitz
- SMS S15 (comandante della squadriglia): OLt zS Christian Schmidt
- SMS S17: Lt Hans-Joachim von Puttkammer
- SMS S20: Lt Albert Benecke
- SMS S16: Lt Walter Loeffler
- SMS S18: Lt Bruno Haushalter

4. Halbflottille (4ª squadriglia)
: Korvettenkapitan Hermann Cordes
- SMS S19 (comandante della demi-flottiglia): OLt zS Georg Reimer
- SMS S23: Lt Arthur von Killinger
- SMS V189: OLt zS Wilhelm Keil

### Aufklärungsstreitkräfte(forze da ricognizione)
Befehlshaber die Aufklärungsstreitkräfte (comandante delle forze da ricognizione): VAdm Franz Hipper; aiutante di bandiera: Lt Cdr Erich Raeder

#### Incrociatori da battaglia
I. Aufklärungsgruppe (1º gruppo da ricognizione): VAdm Hipper
- SMS Lützow* (ammiraglia): Capt Victor Harder
- SMS Derfflinger: Capt Johannes Hartog
- SMS Seydlitz: Capt Moritz von Egidy
- SMS Moltke: Capt Johannes von Karpf
- SMS Von der Tann: Capt Hans Zenker

II. Aufklärungsgruppe (2º gruppo da ricognizione)  : RAdm Friedrich Boedicker
- SMS Frankfurt (ammiraglia): Capt Thilo von Trotha
- SMS Elbing* : Cdr Rudolf Madlung
- SMS Pillau: Cdr Konrad Mommsen
- SMS Wiesbaden*: Cdr Fritz Reiß†

#### Torpediniere assegnate alle forze da ricognizione
Secondo comandante delle torpediniere: Cdre Paul Heinrich
- SMS Regensburg (incrociatore leggero; ammiraglia del secondo comandante delle torpediniere): Cdr Bruno Heuberer[D 16]

II. Torpedoboots-Flottille (2ª flottiglia torpediniere): Cdr Heinrich Schuur
- SMS B98 (comandante della flottiglia): Lt Theodor Hengstenberg

3. Halbflottille (3ª squadriglia): Lt Cdr Heinrich Boest
- SMS G101 (comandante della demi-flottiglia): Lt Rudolf Schulte
- SMS G102: Lt von Barendorff
- SMS B112: Lt Carl August Claussen
- SMS B97: Lt Leo Riedel

4. Halbflottille (4ª squadriglia): Lt Cdr Adolf Dithmar
- SMS B109 (comandante della demi-flottiglia): Lt Victor Hahndorff
- SMS B110: Lt August Vollheim
- SMS B111: Lt Heinrich Schickhardt
- SMS G103: Lt Fritz Spiess
- SMS G104: Lt Georg von Bartenwerffer

VI. Torpedoboots-Flottille (6ª flottiglia torpediniere): Lt Cdr Max Schultz
- SMS G41 (comandante della flottiglia): Lt Hermann Boehm

11. Halbflottille (11ª squadriglia) : Lt Wilhelm Rüman 
- SMS V44 (comandante della squadriglia): Lt Karl von Holleuffer
- SMS G87: Lt Siegfried Karstens
- SMS G86: Lt Kurt Grimm

12. Halbflottille (12ª squadriglia): Lt Rudolf Lahs
- SMS V69 (comandante della squadriglia): Lt Robert Stecher
- SMS V45: Lt Martin Laßmann
- SMS V46: Lt Bruno Krumhaar
- SMS S50: Lt Philipp Recke
- SMS G37: Lt Wolf von Trotha

IX. Torpedoboots-Flottille (9ª flottiglia torpediniere): Lt Cdr Herbert Goehle
- SMS V28 (comandante della flottiglia): Lt Otto Lenssen

17. Halbflottille (17ª squadriglia): Lt Hermann Ehrhardt
- SMS V27* (comandante della demi-flottiglia): SLt Hartmut Buddecke
- SMS V26: Lt Hans Köhler
- SMS S36: Lt Franz Fischer
- SMS S51: Lt Werner Dette
- SMS S52: Lt Wilhelm Ehrentraut

7. Halbflottille (7ª squadriglia): Lt Cdr Werner Tillessen
- SMS V30 (comandante della squadriglia): SLt Ernst Wolf
- SMS S34: Lt Otto Andersen
- SMS S33: Lt Waldemar von Münch
- SMS V29* : Lt Erich Steinbrinck†
- SMS S35* : Lt Friedrich Ihn†

### Unterseeboote(sommergibili)
Führer der Unterseeboote (comandante dei sommergibili): Capt Hermann Bauer sulla SMS Hamburg
I seguenti sommergibili furono dispiegati dalla marina tedesca nella preparazione e svolgimento della battaglia dello Jutland.

al largo dell'isola di Terschelling: 
- U-46: Lt Leo Hillebrand
- U-67: Lt Hans Nieland

al largo dell'estuario dell'Humber: 
- UB-21: Lt Ernst Hashagen

al largo del capo di Flamborough Head, nello Yorkshire: 
- UB-22: SLt Bernhard Putzier

di fronte ad il fiordo Firth of Forth, Scozia:
- U-52: Lt Hans Walter
- U-24: Lt Rudolf Schneider
- U-70: Lt Otto Wünsche
- U-32: Lt Fahr Edgar von Spiegel von und zu Peckelsheim
- U-51: Lt Walter Rumpfel
- U-63: Lt Otto Schultze
- U-66: Lt Thorwald von Bothmer

al largo di Peterhead, Scozia: 
- U-47: Lt Heinrich Metzger

di fronte al fiordo Pentland Firth (tra le isole Orcadi e la Scozia): 
- U-44: Lt Paul Wagenführ
- U-43: Lt Helmuth Jürst

### Luftschiff(dirigibili)
Durante la battaglia, la marina tedesca utilizzò gli Zeppelin del Marine Luftschiff Abteilung (reparto degli aeromobili della marina), tuttavia, le cattive condizioni atmosferiche e la scarsa visibilità in mare li resero di scarsa utilità.
Il comandante del reparto era il Lt Cdr Peter Strasser, basati a Nordholz, a Hage nel nord-ovest della Germania ed a Tondern (città Danese dal 1920).
Inviati in ricognizione il 31 maggio
- L.9: Capt August Stelling (ufficiale dell'esercito)
- L.14: Lt Alois Böcker
- L.16: Lt Erich Sommerfeldt
- L.21: Lt Max Dietrich
- L.23: Lt Otto von Schubert

Inviati in ricognizione il primo giugno
- L.11: Lt Victor Schultze
- L.17: Lt Herbert Ehrlich
- L.22: Lt Martin Dietrich
- L.24: Lt Robert Koch

Non presero parte alla battaglia dello Jutland
- L.13: Lt Eduard Prölß
- L.30: SLt Horst Julius Freiherr Treusch von Buttlar-Brandenfels

## Abbreviazioni
D.F.: Destroyer Flotilla (flottiglia di cacciatorpediniere)
HMS: His Majesty's Ship (Nave di Sua Maestà in lingua inglese)
SMS: Seiner Majestät Schiff (Nave di Sua Maestà in lingua tedesca)
Abbreviazioni dei gradi delle rispettive marine
(I gradi sono tradotti seguendo le attuali convenzioni NATO): 
Adm: Admiral, Ammiraglio d'armata e Ammiraglio
VAdm: Vice-Admiral/Vizeadmiral (VAdm), Ammiraglio di squadra
RAdm: Rear-Admiral/Konteradmiral (KAdm) Ammiraglio di divisione
Cdre: Commodore/Kommodore (Kom), Contrammiraglio
Capt: Captain/Kapitän zur See (KptzS), Capitano di vascello
Cdr: Commander/Fregattenkapitän (FKpt), Capitano di fregata
Lt Cdr: Lieutenant-Commander/Korvettenkapitän (KKpt), Capitano di corvetta
Lt: Lieutenant/Kapitänleutnant (KptLt), Tenente di vascello e Primo tenente di vascello.
SLt: Sub-Lieutenant/Oberleutnant zur See (OLtzS), Sottotenente di vascello